# Vertrag von Fontainebleau (1807)

Geplante Aufteilung Portugals nach dem Vertrag von Fontainebleau (1807)

Am 27. Oktober 1807 schlossen Frankreich und Spanien im Geheimen den Vertrag von Fontainebleau. In ihm vereinbarten sie die Eroberung und Teilung Portugals. Damit die französischen Truppen Portugal auf dem Landweg erreichen konnten, gewährte Spanien den Franzosen den Durchmarsch durch spanisches Hoheitsgebiet.

## Hintergrund
Portugals wichtigster Handelspartner war Großbritannien. Deswegen konnte und wollte Portugal sich nicht der Kontinentalsperre Napoleons anschließen, die britische Waren vom französisch kontrollierten Kontinentaleuropa fernhalten sollte. So war Portugal ein Einfallstor für britische Waren und Schmuggel. Dieses Loch in der Kontinentalsperre wollte Napoleon mit der Eroberung Portugals stopfen. Am 28. Juli 1807 richtete Napoleon ein Ultimatum an den Prinzregenten Johann von Portugal, alle britischen Schiffe aus den Häfen Portugals zu verbannen und dem Vereinigten Königreich den Krieg zu erklären. Der Prinzregent lehnte ab, da Portugal von Getreideimporten auf britischen Schiffen abhängig war und im Falle einer Kontinentalsperre eine Hungersnot befürchtete, und da auf portugiesischer Seite Befürchtungen bestanden, dass das portugiesische Kolonialreich bei einem Krieg mit dem ozeanbeherrschenden Großbritannien verloren gehen würde. Daraufhin kam es zwischen dem napoleonischen Frankreich und Spanien zum Abschluss des Vertrages von Fontainebleau.

## Die angestrebte Teilung Portugals
Portugal sollte laut Vertrag in drei Teile geteilt werden.
- Die Provinz Entre-Douro-e-Minho (entspricht etwa den heutigen Subregionen Porto, Alto Minho, Ave, Cávado und Tâmega e Sousa) sollte das Königreich Nordlusitanien (Reino Lusitânia Setentrional) mit der Hauptstadt Porto werden und König Karl von Etrurien zufallen.
- Die Provinz Alentejo und das Königreich Algarve sollten zum Fürstentum der Algarven (Principado dos Algarves) werden und an den spanischen Staatsmann Manuel de Godoy gehen, der den Vertrag von Fontainebleau mit Napoleon ausgehandelt hatte.
- Über die Provinzen Estremadura, Beira und Trás-os-Montes sollte entschieden werden, wenn wieder Frieden herrschte.

## Folgen
Portugal

Die Eroberung Portugals vollzog sich ohne großen Widerstand. Am 30. November 1807 marschierte der französische General Junot mit seinen Truppen in Lissabon ein. Portugal blieb bis zum Sommer 1808 von den Franzosen besetzt. Am 21. August 1808 schlug eine britisch-portugiesische Armee unter Wellington die französische Armee unter Junot in der Schlacht von Vimeiro. Anschließend wurde in der Konvention von Cintra der Abzug der Franzosen vereinbart.
Spanien

Napoleon nutzte die im Vertrag von Fontainebleau gewährten Durchmarschrechte, um viel mehr Truppen als im Vertrag vorgesehen nach Spanien zu schicken. Mit ihnen brachte er Teile Spaniens unter seine Kontrolle, bemächtigte sich der spanischen Herrscherfamilie, zwang sie zum Thronverzicht und setzte seinen Bruder Joseph Bonaparte als spanischen König ein. Dadurch löste er den Spanischen Unabhängigkeitskrieg aus, der eine Menge seiner Truppen auf der Iberischen Halbinsel binden und letztlich einen wesentlichen Beitrag zu seinem Sturz liefern sollte.